# Zakład Filozofii Rosyjskiej UJ
Zakład Filozofii Rosyjskiej UJ – jeden z zakładów wchodzących w skład Instytutu Filozofii na Uniwersytecie Jagiellońskim.
Mieści się w gmachu Instytutu Filozofii przy ulicy Grodzkiej 52 w Krakowie.
Utworzony z części Zakładu Historii Filozofii z inicjatywy nieżyjącego już prof. Włodzimierza Rydzewskiego, historyka myśli rosyjskiej. Zanim powstał zakład działa tu Pracownia Filozofii Rosyjskiej.